# Надвірнянська ратуша
Надвірня́нська ра́туша — приміщення магістрату міста Надвірної (Івано-Франківська область). Ратуша розташована на центральній площі міста. 
Магдебурзьке право було надано Надвірній 1591 року, тож, як невід'ємний атрибут міста, виникла потреба мати приміщення для міської влади — ратушу. Так 1601 р. в місті побудували першу ратушу, яка донині не збереглась. Відбудована наприкінці XVIII ст. Під час великої пожежі у серпні 1914 року згоріла верхня частина будівлі, яка відновлена у першій половині XIX ст. При реконструкції в 70-х роках XX ст. був добудований мансардний дах і ратуша стала триповерховою. 
Споруда прямокутна в плані. Вона не відзначається великою кількістю елементів декору, проте її строгість пом'якшують неширокий ризаліт головного фасаду і ламані лінії даху, а також оригінальна вежа з дашком-шатром, зробленим в українському (гуцульському) стилі. 
Ратушна вежа кілька разів змінювала свій вигляд. Вона невисока і радше масивна, проте завдяки ризаліту, продовженням якого вона є, і шпилястому даху зі слуховими вікнами, балконом та годинником, вона надає усій будівлі легкості. 
За радянських часів у ратуші містився районний Будинок культури. Нині в ній розмістились різні державні та приватні установи. 

## Фотографії

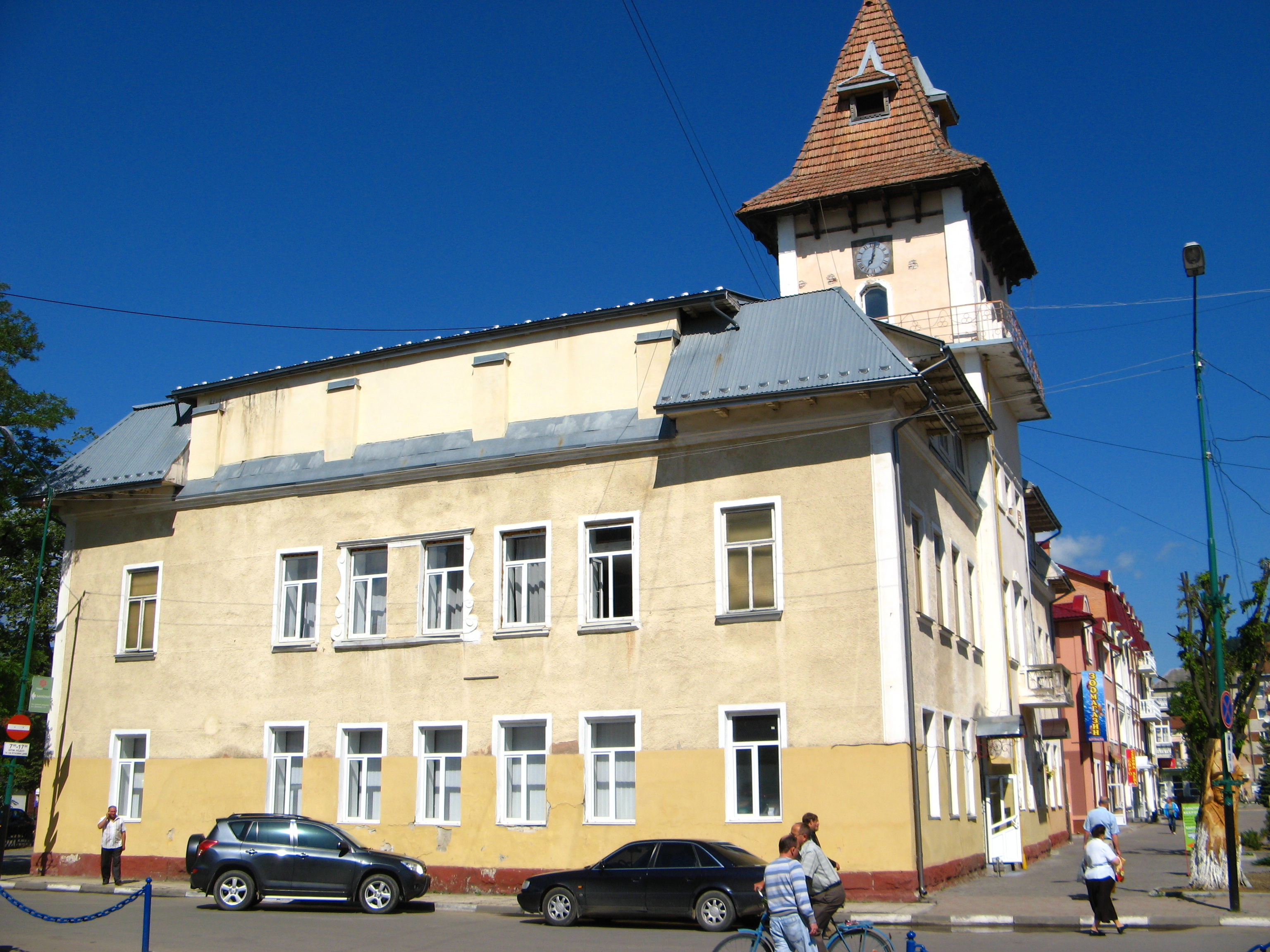
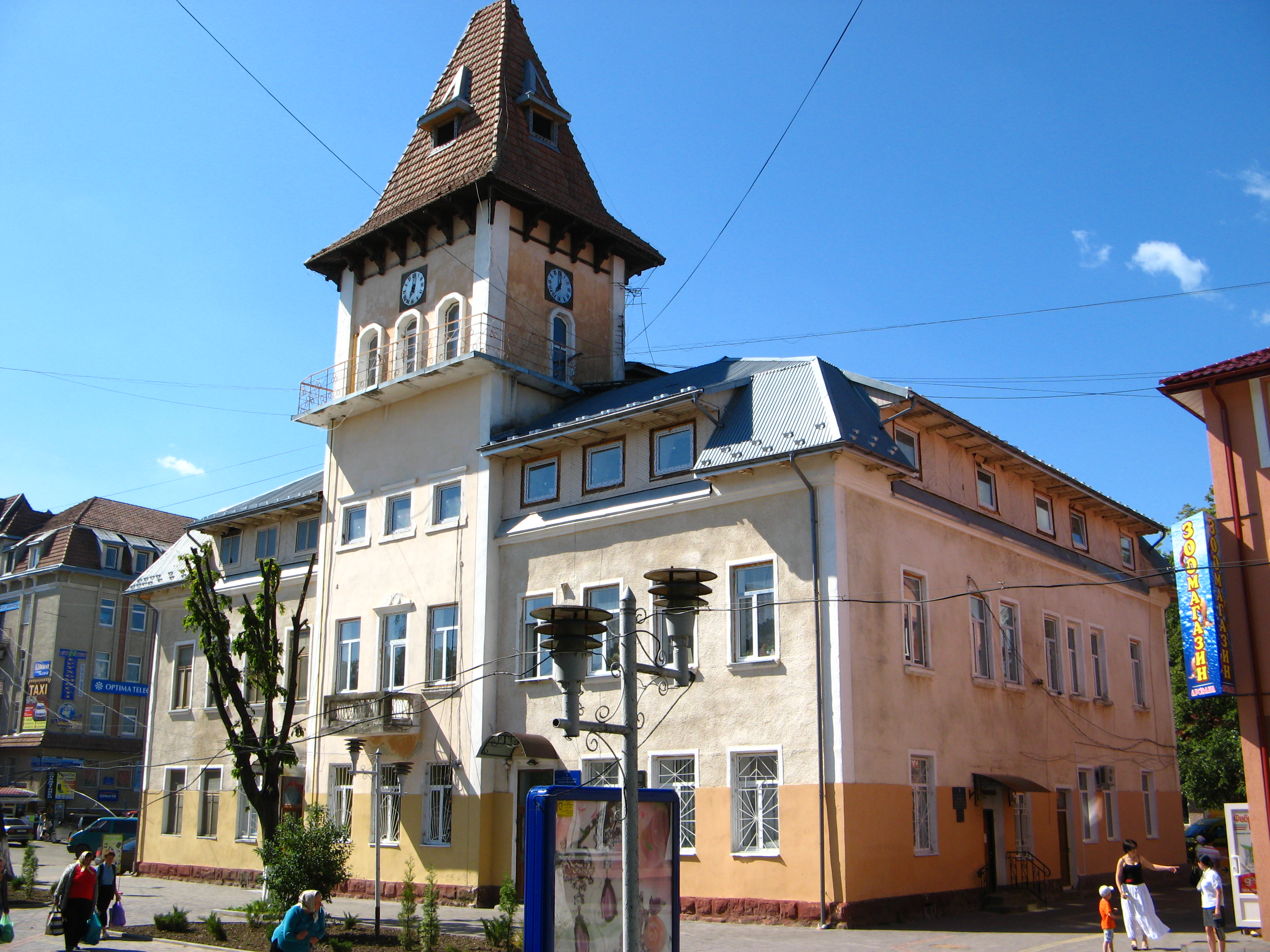
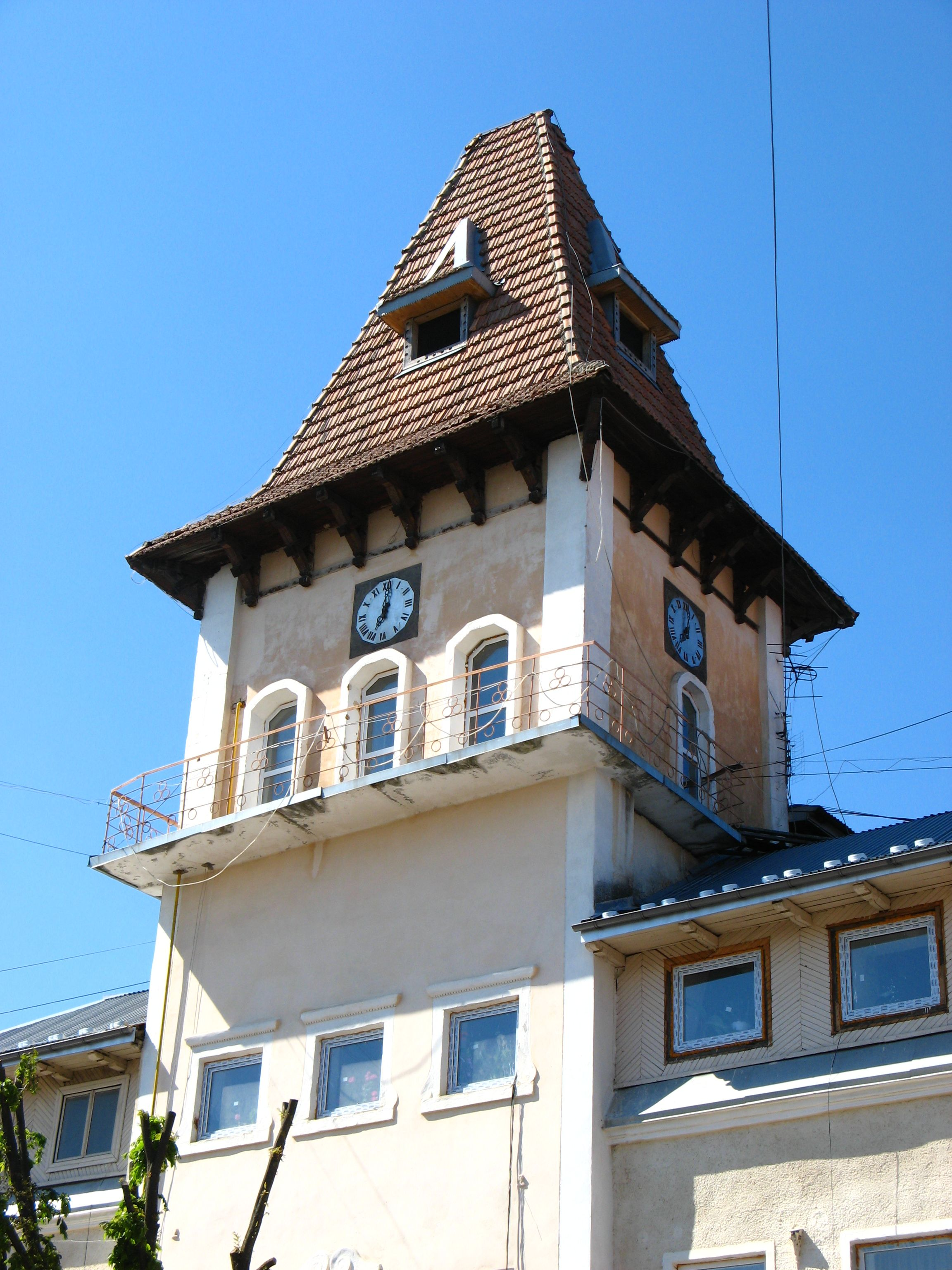